# Kregenan
Kregenan is een bestuurslaag in het regentschap Probolinggo van de provincie Oost-Java, Indonesië. Kregenan telt 3689 inwoners (volkstelling 2010).